# Festivali i Këngës 2016
Das 55. Festivali i Këngës (FiK) fand vom 21. bis 23. Dezember 2016 statt. Als Sieger ging Lindita Halimi mit ihrem Lied World hervor. Sie vertrat mit diesem Lied Albanien beim Eurovision Song Contest 2017 in Kiew (Ukraine). Sie erreichte den 14. Platz im ersten Halbfinale und konnte sich somit nicht für das Finale qualifizieren.

## Konzept

### Format
Die Show bestand auch 2016 wieder aus drei Sendungen: zwei Halbfinale und das Finale. Zuerst traten jeweils zwölf Teilnehmer mit ihren Liedern gegeneinander im Halbfinale an. 14 qualifizierten sich für das Finale.
Der Sieger wurde durch eine Jury bestimmt. Sie bestand aus Alma Bektashi, Altin Basha, Arben Duka, Vikena Kamenica, Petrit Shehu, Vlashent Sata, Inva Mula, Elsa Lila, Nertila Koka, Fatrin Krajka, Anjeza Shahini und Adelina Ismajli.

### Beitragswahl
So wie schon in den Jahren zuvor rief RTSH ab Juni 2016 wieder dazu auf, Beiträge zum FiK einzureichen.

### Moderation
Kasem Hoxha und Ledina Çelo moderierten das Festival. Letztere moderierte bereits 2003 das Festival.

## Teilnehmer
Am 1. November 2016 gab RTSH alle 24 Teilnehmer bekannt. Am 7. Dezember zog sich Edona Vatoci mit ihrem Lied Mirëmëngjës aus dem Wettbewerb zurück, da dieses bereits vor dem 1. September veröffentlicht worden war. Für sie rückte Xhejni Lito nach.

### Zurückkehrende Interpreten
Eine Reihe von Interpreten kehren 2016 zum Wettbewerb zurück.
| Interpret      | Vorheriges Teilnahmejahr     |
| -------------- | ---------------------------- |
| Dilan Reka     | 2015                         |
| Flaka Krelani  | 2005, 2007, 2009, 2012, 2015 |
| Lindita Halimi | 2009, 2014                   |
| Lynx           | 2012, 2013                   |
| Orges Toçe     | 2010                         |
| Rezarta Smaja  | 2012, 2013, 2014, 2015       |
| Tahir Gjoçi    | 2012                         |

## Halbfinale

### Erstes Halbfinale
Das erste Halbfinale (Gjysmëfinal 1) fand am 21. Dezember 2016 im Pallati i Kongreseve in Tirana statt. Acht Interpreten qualifizierten sich für das Finale. Marsela Çibukaj trat nach Präsentation aller Teilnehmer mit dem Lied Kur të jesh mërzitur shumë auf. Weiterhin trugen Vikena Kamenica und Genc Tukiçi das Lied Valsi i lumturisë vor.
| Startnr. | Interpret       | Lied Musik (M) und Text (T)                          | Sprache   | Übersetzung (Inoffiziell) |
| -------- | --------------- | ---------------------------------------------------- | --------- | ------------------------- |
| 01       | Flaka Krelani   | Osiris M/T: Qëndrim Krelani                          | Albanisch | –                         |
| 02       | Xhejni Lito     | Pritja M/T: Indrit Lelo                              | Albanisch | Warten                    |
| 03       | Genc Salihu     | Këtu M/T: Genc Salihu                                | Albanisch | Hier                      |
| 04       | Erlind Zeraliu  | Dhimbja e gëzimit M: Vasil Tole; T: Fatos Arapi      | Albanisch | Der Schmerz der Freude    |
| 05       | Xhesika Polo    | Eva jam unë M: Marko Polo; T: Alex Seitaj            | Albanisch | Eva bin ich               |
| 06       | Festina Mejzini | Atje lart M/T: Eriona Rushiti                        | Albanisch | Da oben                   |
| 07       | Edea Demaliaj   | Besoj në ëndrra M: Fabian Asllani; T: Edea Demaliaj  | Albanisch | Ich glaube an Träume      |
| 08       | Neki Emra       | Dashuri dhe urrejtje M: Neki Emra; T: Albatros Rexha | Albanisch | Liebe und Hass            |
| 09       | Yll Limani      | Shiu M/T: Yll Limani & Ilirjana Blakaj               | Albanisch | Regen                     |
| 10       | Franc Koruni    | Macka M/T: Franc Koruni                              | Albanisch | –                         |
| 11       | Orges Toçe      | Shi diamantësh M/T: Orges Toçe                       | Albanisch | Diamantregen              |
| 12       | Lynx            | Sot M/T: Lynx                                        | Albanisch | Heute                     |

 Kandidat hat sich für das Finale qualifiziert.

### Zweites Halbfinale
Das zweite Halbfinale (Gjysmëfinal 2) fand am 22. Dezember 2016 im Pallati i Kongreseve in Tirana statt. Sechs Interpreten qualifizierten sich für das Finale. Nach der Präsentation aller teilnehmen Lieder traten sowohl Rona Nishliu mit einer instrumentalen Version ihres Liedes Suus, als auch Vlashent Sata und Petrit Çeku auf.
| Startnr. | Interpret                        | Lied Musik (M) und Text (T)                                           | Sprache   | Übersetzung (Inoffiziell)          |
| -------- | -------------------------------- | --------------------------------------------------------------------- | --------- | ---------------------------------- |
| 01       | Elson Braha                      | Edhe një herë M: Adrian Hila; T: Pandi Laço                           | Albanisch | Ein Mal noch                       |
| 02       | Lorela                           | Me ty M: Alban Kondi; T: Turjan Hyska                                 | Albanisch | Mit dir                            |
| 03       | Tiri                             | Më zgjo M: Enis Mullaj; T: Sokol Marsi                                | Albanisch | Weck mich auf                      |
| 04       | Fabiola Agalliu & Agnesa Çavolli | Shkon e vjen M: Sokol Marsi; T: Fabiola Agalliu                       | Albanisch | Es kommt und geht                  |
| 05       | Rezarta Smaja                    | Pse prite gjatë M: Xhevdet Gashi; T: Arsim Bujaku                     | Albanisch | Warum so lange warten?             |
| 06       | Dilan Reka                       | Mos harro M: Edmond Zhulali; T: Agim Doçi                             | Albanisch | Vergessen Sie nicht                |
| 07       | Albulena Jashari                 | Fjalët ia lë zemrës M: Marsela Çibukaj, Briz Musaraj; T: Gerald Xhari | Albanisch | Ich überlasse die Worte dem Herzen |
| 08       | XUXI                             | Metropol M: Genti Lako; T: Endrit Mumajesi                            | Albanisch | Metropole                          |
| 09       | Luka Hajdini & Serxhio Hajdini   | Koha plaket M: Serxhio Hajdini; T: Luka Hajdini                       | Albanisch | –                                  |
| 10       | Classic Boys                     | Dashuria për jetën M: Endri Sina; T: Saimir Braho                     | Albanisch | Liebe für das Leben                |
| 11       | Linda Rukaj                      | Vija e lumit M/T: Linda Rukaj                                         | Albanisch | Flusslinie                         |
| 12       | Lindita Halimi                   | Botë M: Klodian Qafoku; T: Gerald Xhari                               | Albanisch | Welt                               |

 Kandidat hat sich für das Finale qualifiziert.

## Finale
Das Finale fand am 23. Dezember 2016 im Pallati i Kongreseve in Tirana statt. Die Sängerin Lindita Halimi gewann mit ihrem Lied Botë.
| Platz | Startnr. | Interpret                        | Lied Musik (M) und Text (T)                         | Sprache   | Übersetzung (Inoffiziell) | Juryvoting  | Juryvoting      | Juryvoting    | Juryvoting | Juryvoting   | Juryvoting    | Juryvoting | Juryvoting | Juryvoting   | Juryvoting    | Juryvoting     | Juryvoting      | Tele Voting | Gesamt Punkte |
| Platz | Startnr. | Interpret                        | Lied Musik (M) und Text (T)                         | Sprache   | Übersetzung (Inoffiziell) | Altin Basha | Vikena Kamenica | Alma Bektashi | Arben Duka | Petrit Shehu | Vlashent Sata | Inva Mula  | Elsa Lila  | Nertila Koka | Fatrin Krajka | Anjeza Shahini | Adelina Ismajli | Tele Voting | Gesamt Punkte |
| ----- | -------- | -------------------------------- | --------------------------------------------------- | --------- | ------------------------- | ----------- | --------------- | ------------- | ---------- | ------------ | ------------- | ---------- | ---------- | ------------ | ------------- | -------------- | --------------- | ----------- | ------------- |
| 01.   | 07       | Lindita Halimi                   | Botë M: Klodian Qafoku; T: Gerald Xhari             | Albanisch | Welt                      | 7           | 10              | 10            | 7          | 3            | –             | 10         | 3          | 10           | 10            | 5              | 5               | 5           | 85            |
| 02.   | 14       | Genc Salihu                      | Këtu M/T: Genc Salihu                               | Albanisch | Hier                      | 5           | 4               | 5             | –          | 10           | 7             | 7          | 7          | 7            | –             | –              | –               | 2           | 54            |
| 03.   | 06       | Dilan Reka                       | Mos harro M: Edmond Zhulali; T: Agim Doçi           | Albanisch | Vergessen Sie nicht       | 1           | –               | 3             | 10         | 5            | –             | 3          | –          | –            | 7             | 10             | 4               | 7           | 50            |
| 03.   | 11       | Yll Limani                       | Shiu M/T: Yll Limani & Ilirjana Blakaj              | Albanisch | Regen                     | 10          | 7               | 7             | –          | 2            | –             | –          | 1          | 2            | 4             | –              | 7               | 10          | 50            |
| 05.   | 04       | XUXI                             | Metropol M: Genti Lako; T: Endrit Mumajesi          | Albanisch | Metropole                 | 3           | 3               | –             | 3          | 1            | 5             | –          | 10         | 3            | –             | 2              | –               | –           | 30            |
| 05.   | 08       | Flaka Krelani                    | Osiris M/T: Qëndrim Krelani                         | Albanisch | –                         | 2           | –               | 4             | –          | 4            | –             | 2          | –          | 5            | –             | –              | 10              | 3           | 30            |
| 07.   | 09       | Rezarta Smaja                    | Pse prite gjatë M: Xhevdet Gashi; T: Arsim Bujaku   | Albanisch | Warum so lange warten?    | –           | 5               | –             | 4          | –            | 1             | 5          | –          | –            | 3             | –              | 2               | 4           | 24            |
| 07.   | 13       | Orges Toçe                       | Shi diamantësh M/T: Orges Toçe                      | Albanisch | Diamantregen              | 4           | 1               | –             | –          | –            | 10            | –          | 5          | 1            | –             | 3              | –               | –           | 24            |
| 09.   | 10       | Edea Demaliaj                    | Besoj në ëndrra M: Fabian Asllani; T: Edea Demaliaj | Albanisch | Ich glaube an Träume      | –           | –               | –             | 5          | 7            | 2             | –          | –          | –            | 2             | 7              | –               | –           | 23            |
| 10.   | 12       | Lynx                             | Sot M/T: Lynx                                       | Albanisch | Heute                     | –           | 2               | 1             | –          | –            | –             | 1          | 2          | –            | –             | 4              | 3               | 1           | 14            |
| 11.   | 01       | Franc Koruni                     | Macka M/T: Franc Koruni                             | Albanisch | –                         | –           | –               | 2             | 1          | –            | 4             | 4          | –          | –            | –             | –              | 1               | –           | 12            |
| 12.   | 02       | Lorela                           | Me ty M: Alban Kondi; T: Turjan Hyska               | Albanisch | Mit dir                   | –           | –               | –             | –          | –            | 3             | –          | 4          | –            | –             | 1              | –               | –           | 8             |
| 13.   | 05       | Fabiola Agalliu & Agnesa Çavolli | Shkon e vjen M: Sokol Marsi; T: Fabiola Agalliu     | Albanisch | Es kommt und geht         | –           | –               | –             | 2          | –            | –             | –          | –          | –            | 5             | –              | –               | –           | 7             |
| 14.   | 03       | Xhesika Polo                     | Eva jam unë M: Marko Polo; T: Alex Seitaj           | Albanisch | Eva bin ich               | –           | –               | –             | –          | –            | –             | –          | –          | 4            | 1             | –              | –               | –           | 5             |